# 티퀀 리치몬드
터콴 리치먼드(Tequan Richmond, 영어 발음: /təˈkwɑːn/, 1992년 10월 30일 ~ )는 미국의 배우, 래퍼이다.
벌링턴에서 태어났다.

## 출연 작품

### 영화
- 레이 (2004)
- 천상의 예언 (2006, The Celestine Prophecy)
- 블루 카프리스 (2013, Blue Caprice)

### 텔레비전
- 크리스는 괴로워 (2005-09) - 드루 역